# Gerald Hawkins
Gerald Stanley Hawkins (* 20. April 1928 in Great Yarmouth, Norfolk; † 26. Mai 2003 in Woodville (Virginia)) war ein britischer Astronom und Astronomiehistoriker (Archäoastronomie), bekannt für sein Buch „Stonehenge decoded“ von 1965.

## Leben
Hawkins studierte Physik und Mathematik an der Universität Nottingham (Abschluss 1949) und promovierte (nach Arbeiten am Jodrell Bank Radio-Observatorium) 1952 in Radioastronomie bei Bernard Lovell an der Universität Manchester. Danach war er einige Zeit an geheimer Raketenforschung der Ferranti Corporation beteiligt, bevor er 1955 in die USA ging, um Meteorforschung mit Radar zu betreiben (Harvard Radio Meteor Projekt). 1957 wurde er Professor für Astronomie an der Boston University, hielt auch Vorlesungen in Harvard und war gleichzeitig Astronom am Harvard-Smithsonian Observatorium (und an den Air Force Cambridge Research Laboratories in Bedford (Massachusetts)). Dort war er bis 1969, zeitweise als Vorsitzender der Fakultät für Astronomie. 1989 ging er in den Ruhestand. 1969 bis 1971 war er Dekan (Dean) des Dickinson College in Carlisle (Pennsylvania). Für seine Arbeiten in beobachtender Astronomie am Harvard-Smithsonian Observatory erhielt er von der Universität Manchester einen Ph. D. Zuletzt lebte er auf seiner Farm in Rappahannock in Virginia nahe Washington.
1965 erhielt er in Boston den Shell Award für seine schriftstellerische Tätigkeit. Er erhielt auch Preise der Smithsonian Institution und der National Academy of Sciences. Er war Mitglied des Cosmos Club in Washington D.C. und Wissenschaftsberater der US Information Agency.
Er war zweimal verheiratet. Aus der ersten, geschiedenen Ehe mit Dorothy Willacy-Barnes hatte er zwei Töchter. 1979 heiratete er die Schriftstellerin Julia M. Dobson, mit der er bei seinem Tod das Buch Stonehenge, Earth and Sky abschloss.

## Werk
Als Astronom befasste er sich neben Radioastronomie unter anderem mit Meteoren, mit Meteoriteneinschlägen auf der Erde (und den von ihnen hinterlassenen Tektiten) sowie mit der Steady-State-Theorie in der Kosmologie.
In den 1960er Jahren untersuchte er die astronomische Ausrichtung von Stonehenge und anderer Monumente der Megalithkultur mit frühen IBM-Rechnern (einer IBM 740 des Harvard-Smithsonian, auf denen er 1961 seine Berechnungen durchführte), worüber er 1965 mit J. B. White ein bekanntes Buch schrieb und 1963 einen Artikel „Stonehenge Decoded“ in der Zeitschrift Nature veröffentlichte. Er sah Stonehenge als steinzeitliche „Rechenmaschine“ für die Vorhersage wichtiger Konstellationen von Sonne und Mond und meinte zahlreiche Sichtlinien innerhalb des Monuments zuordnen zu können. In den Aubrey-Löchern sah er einen Computer zur Berechnung von Mondfinsternissen. Er trat mit seinen astronomischen Deutungen steinzeitlicher Monumente in die Fußstapfen der früheren Untersuchungen des schottischen Professors für Ingenieurwesen Alexander Thom (1894–1985) aus den 1950er Jahren und des Astronomen Sir Joseph Norman Lockyer aus der Zeit um 1901. Von Anfang an wurde seine Theorie von den Archäologen hart kritisiert, aber von anderen Astronomen wie Fred Hoyle unterstützt (dieser schrieb 1977 ebenfalls ein Buch über Stonehenge). So nannte der Stonehenge-Ausgräber Richard J. C. Atkinson das Buch „tendenziös, arrogant, schlampig und wenig überzeugend“. Bereits 1965 untersuchte er in ähnlicher Weise die von ihm schottisches Stonehenge genannte Megalith-Stätten in Callanish auf den äußeren Hebriden. Hawkins untersuchte auch andere archäoastronomische Stätten wie den ägyptischen Amun-Tempels in Karnak und die Nazca-Linien in Peru, worüber 1969 ein Report für das Smithsonian Institute Ancient Lines in the Peruvian Desert erschien (1973 untersuchte er die Linien nochmals und fand bei 20 % eine astronomische Ausrichtung). Er berichtet darüber in seinem zweiten Buch Beyond Stonehenge von 1973. Weiter beschäftigte er sich auch mit archäoastronomischen Stätten in Mexiko und bei den Maya und auch bis zu seinem Tod mit Stonehenge – er kam z. B. im CBS-Fernsehfilm Mystery of Stonehenge zu Wort. In den 1990er Jahren stellte er auch eine Theorie über Kornkreise auf, die seiner Ansicht zwar von Menschen-Hand waren, aber Skalierungsverhältnisse wie in der musikalischen Harmonielehre aufwiesen.

## Schriften
- The Development of Radio Astronomy. In: American Scientist. Bd. 45, Nr. 1, 1957, S. 13–27, JSTOR:29773691.
- Splendor in the sky. Harper & Row, New York NY 1961.
- mit Richard B. Southworth: Orbital elements of meteors. In: Smithsonian Contributions to Astrophysics. Bd. 4, Nr. 3, 1961, S. 85–95, (Digitalisat).
- The physics and astronomy of meteors, comets and meteorites. McGraw Hill, New York NY u. a. 1964.
- Life of a star (= Wise Owl Book. WS24). Holt, Rinehart and Winston, New York NY 1965.
- mit John B. White: Stonehenge Decoded. Doubleday, Garden City NY 1965.
  - deutsch: Merlin, Märchen und Computer. Das Rätsel Stonehenge gelöst? Aus dem Amerikanischen von Dieter Walter. Zerling, Berlin 1983, ISBN 3-88468-010-2.
- The Moon tonight (= Kin/Der Owl Book. KS18).With pictures by George Solonovich.  Holt, Rinehart and Winston, New York NY 1967.
- Beyond Stonehenge. Hutchinson, London 1973, ISBN 0-09-117900-9.
- mit Tony Morrison: Pathway to the Gods. The mystery of the Anden Lines. Harper and Row, New York NY 1978, ISBN 0-06-013057-1.
- Mindsteps to the cosmos. Harper and Row, New York NY 1983, ISBN 0-06-015156-0.